# 蜜蜂 (星官)
蜜蜂 是中国古代星官之一，为明代末期徐光启所编的《崇祯历书》上根据西方星表加上近南极星区的23个星官之一。
它位于现代星座划分的苍蝇座，含有4颗恒星。

## 所含恒星及对应西方名称[1]
| 中国古代星名 | 现代星名 | 所属星座 |
| ------------ | -------- | -------- |
| 蜜蜂一       | β Mus    | 蒼蠅座   |
| 蜜蜂二       | γ Mus？  | 蒼蠅座   |
| 蜜蜂三       | α Mus    | 蒼蠅座   |
| 蜜蜂四       | δ Mus？  | 蒼蠅座   |